# Ernesto Antolin Salgado

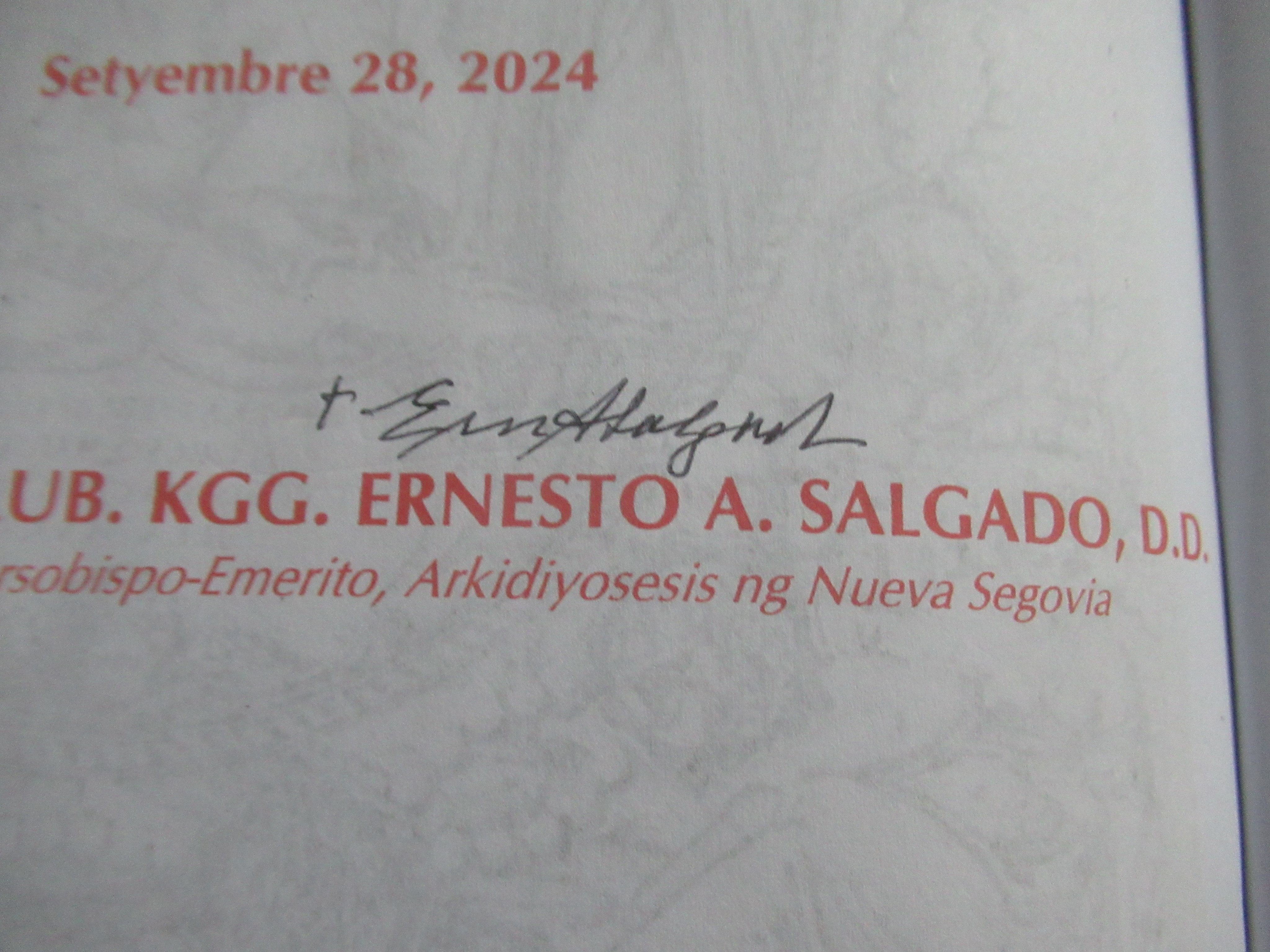

Ernesto Antolin Salgado (* 25. November 1935 in Santa Lucia) ist ein philippinischer Geistlicher und emeritierter Erzbischof von Nueva Segovia.

## Leben
Ernesto Antolin Salgado empfing am 23. Dezember 1961 die Priesterweihe für das Erzbistum Nueva Segovia.
Papst Johannes Paul II. ernannte ihn am 17. Oktober 1986 zum Apostolischen Koadjutorvikar von Mountain Province (Montagnosa) und Titularbischof von Buruni. Der Apostolische Nuntius auf den Philippinen, Erzbischof Bruno Torpigliani, spendete ihm am 15. Januar des nächsten Jahres die Bischofsweihe; Mitkonsekratoren waren Emiliano Kulhi Madangeng, Apostolischer Vikar von Mountain Province (Montagnosa), und Orlando Beltran Quevedo OMI, Erzbischof von Nueva Segovia.
Nach dem Rücktritt Emiliano Kulhi Madangengs folgte er ihm am 18. Dezember 1987 als Apostolischer Vikar von Mountain Province (Montagnosa) nach. Am 7. Dezember 2000 wurde er zum Bischof von Laoag ernannt. Am 12. Februar 2005 wurde er zum Erzbischof von Nueva Segovia ernannt.
Papst Franziskus nahm am 30. Dezember 2013 sein altersbedingtes Rücktrittsgesuch an.